# Per Hellgren
Per Hellgren, född 24 februari 1850 i Films församling, Uppsala län, död 5 april 1939 i Films församling, Uppsala län, var en svensk nyckelharpist, instrumentmakare och gruvarbetare.

## Biografi
Hellgren föddes 1850 i Films församling. Han arbetade som gruvarbetare. Hellgren var även spelman och spelade på en kontrabasharpa med dubbellek. Hellgren har medverkad vid vanghusfestarna i Österbybruk.